# Paul Drayton
Otis Paul Drayton (Glen Cove, 8 de maio de 1939 – Cleveland, 2 de março de 2010) foi um velocista e campeão olímpico norte-americano.
Em 1961 ele integrou o revezamento 4x100 m que quebrou o recorde mundial da prova – 39.1 – em Moscou, URSS  e no ano seguinte igualou o recorde dos 200 m em 20.67, em Walnut, Estados Unidos. Em Tóquio 1964 ganhou a medalha de prata nos 200 m atrás do compatriota Henry Carr e foi campeão olímpico do 4x100 m junto com Gerry Ashworth, Richard Stebbins e Bob Hayes que estabeleceu nova marca mundial de 39.0.
Morreu aos 70 anos de embolia pulmonar em seguida a uma operação de câncer.